# Yacimiento de los Yesares
El yacimiento de los Yesares, también conocido como "los búnkeres de Pinto", es un yacimiento arqueológico levantado durante la Guerra civil española, entre los años 1936 y 1937, en las inmediaciones del municipio de Pinto, en la Comunidad de Madrid (España).
Los Yesares conforman uno de los puestos de mando excavados y documentados de mejor conservación que se encuentra en España. Está formado por un conjunto de fortificaciones y trincheras ubicadas en la "Vega Baja" o "Vega de Cabeza Fuerte", en la posición 124 perteneciente al VI núcleo de resistencia "Centro de resistencia Cerro de los Ángeles", ocupado por la División 18 del bando sublevado, durante la mayor parte de la contienda.
Se han registrado cuatro fortines mixtos de hormigón, varios metros de trincheras de abrigo, pozos de tirador y refugios. Desde 2015 Los Yesares forman parte de la Red de Yacimientos Visitables de la Comunidad de Madrid, y es el atractivo principal del Programa Didáctico Galiana. El Ayuntamiento de Pinto, junto a varias asociaciones vecinales, organiza habitualmente visitas guiadas a la zona, con las que se pretende dar a conocer la historia reciente del municipio.

## Localización

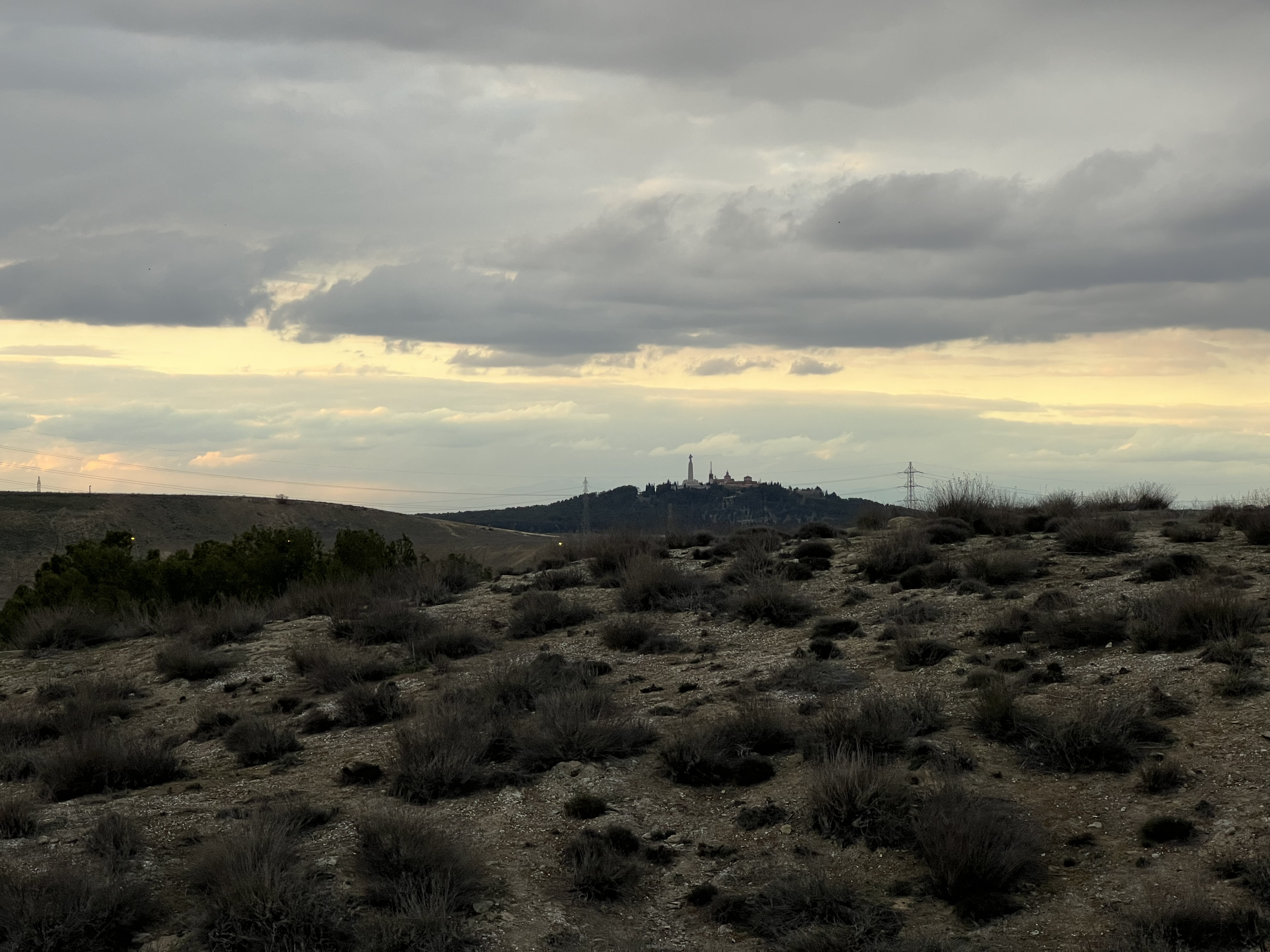
Vista del Cerro de los Ángeles desde la fortificación de Los Yesares

Su localización se encuentra en el margen derecho del arroyo Culebro y la Cañada Real Galiana. Más concretamente, el conjunto excavado de trincheras y fortificaciones se ubica en la "Vega Baja" o "Vega de Cabeza Fuerte", a poco más de 1,5 Km del Cerro de los Ángeles. 
Dicha área es de titularidad pública y pertenece al término municipal de Pinto, un pueblo periférico de la Comunidad de Madrid situado a 30km de Madrid capital y con Getafe en su frontera norte, donde se ubica el yacimiento de Los Yesares. Esta área forma parte del Parque Regional del Sureste, una zona protegida y no urbanizable desde el 28 de junio de 1994 cuando se aprueba la Ley 6/94 de la Comunidad de Madrid.
A pesar de que el terreno en el que se encuentran Los Yesares se extiende alrededor de 10 hectáreas y se ubica entre estos territorios, los restos relacionados con la contienda bélica traspasan sus fronteras y continúan a pocos kilómetros del yacimiento. Podemos encontrar fortines similares en las localidades colindantes: 
| Rutas de interés          | Fortines | Trincheras | Búnkeres |
| ------------------------- | -------- | ---------- | -------- |
| Camino de Getafe a Gozque | 3        | 1          | -        |
| Carretera de la Marañosa  | 1        | 1          | -        |
| Camino del Hiar           | -        | -          | 3        |

## Restos arqueológicos

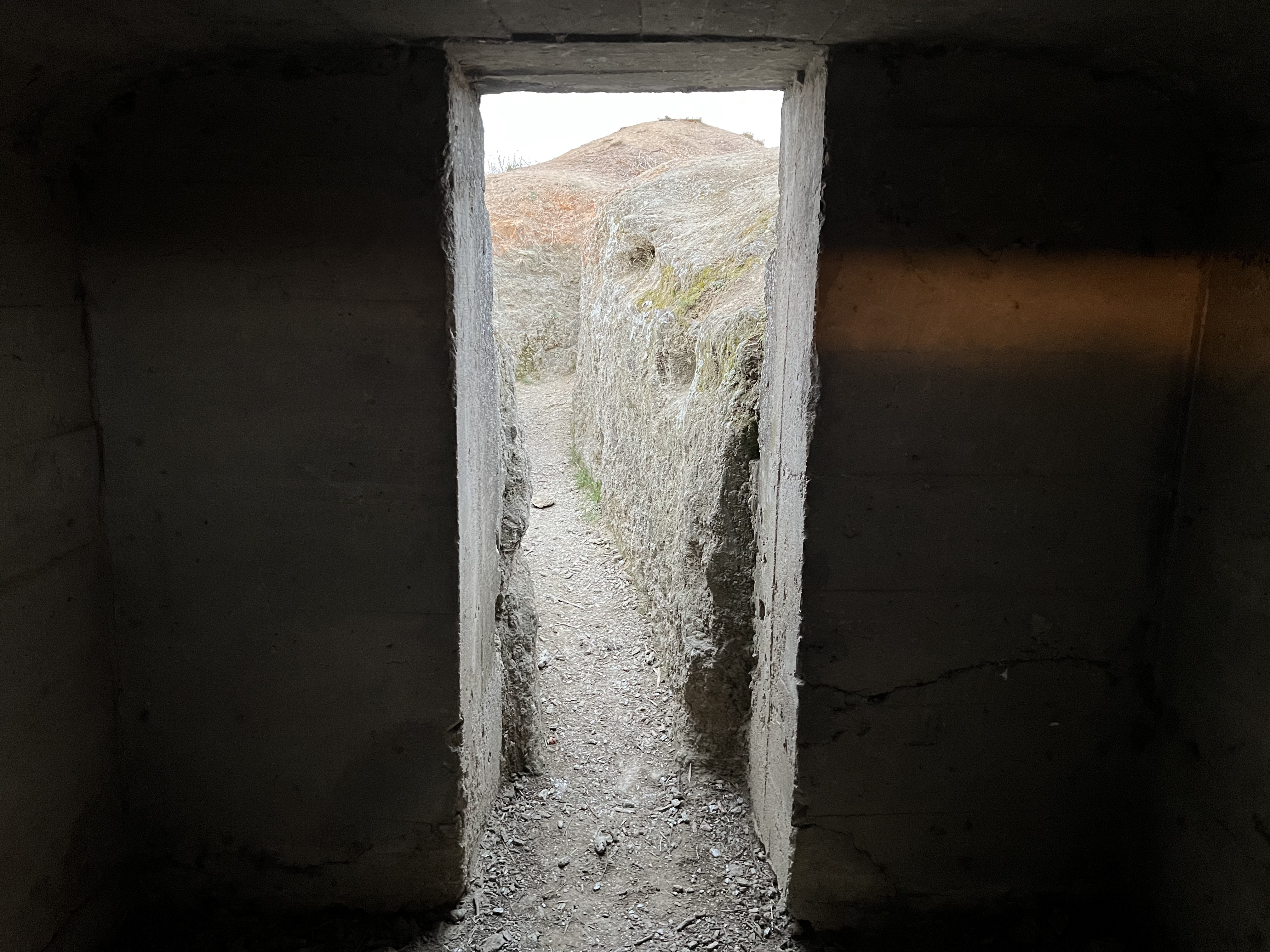
Acceso al interior de la fortificación desde las trincheras en Los Yesares

Los Yesares es un yacimiento arqueológico levantado durante la Batalla del Jarama, perteneciente a la Guerra Civil Española. Su buen estado de conservación y los trabajos de limpieza y excavación realizados en la zona han sacado a la luz una red de trincheras de 1308 metros, donde podemos observar con gran detalle la forma en la que se preparaba el terreno de combate, de acuerdo a los manuales de la Dirección General de Preparación de Campaña de 1927, con islotes independientes de resistencia, que huyen de las grandes líneas de trinchera.
El conjunto se compone de fortificaciones individuales excavadas en la ladera, que se expanden por el territorio de trincheras. Entre los restos arqueológicos encontramos cuatro fortines mixtos de hormigón y varios pozos de tirador, a lo que se suman 3 zanjas antitanque descubiertas durante las labores de documentación y prospección, y un refugio ubicado en la parte superior de la ladera oeste.

### Materiales

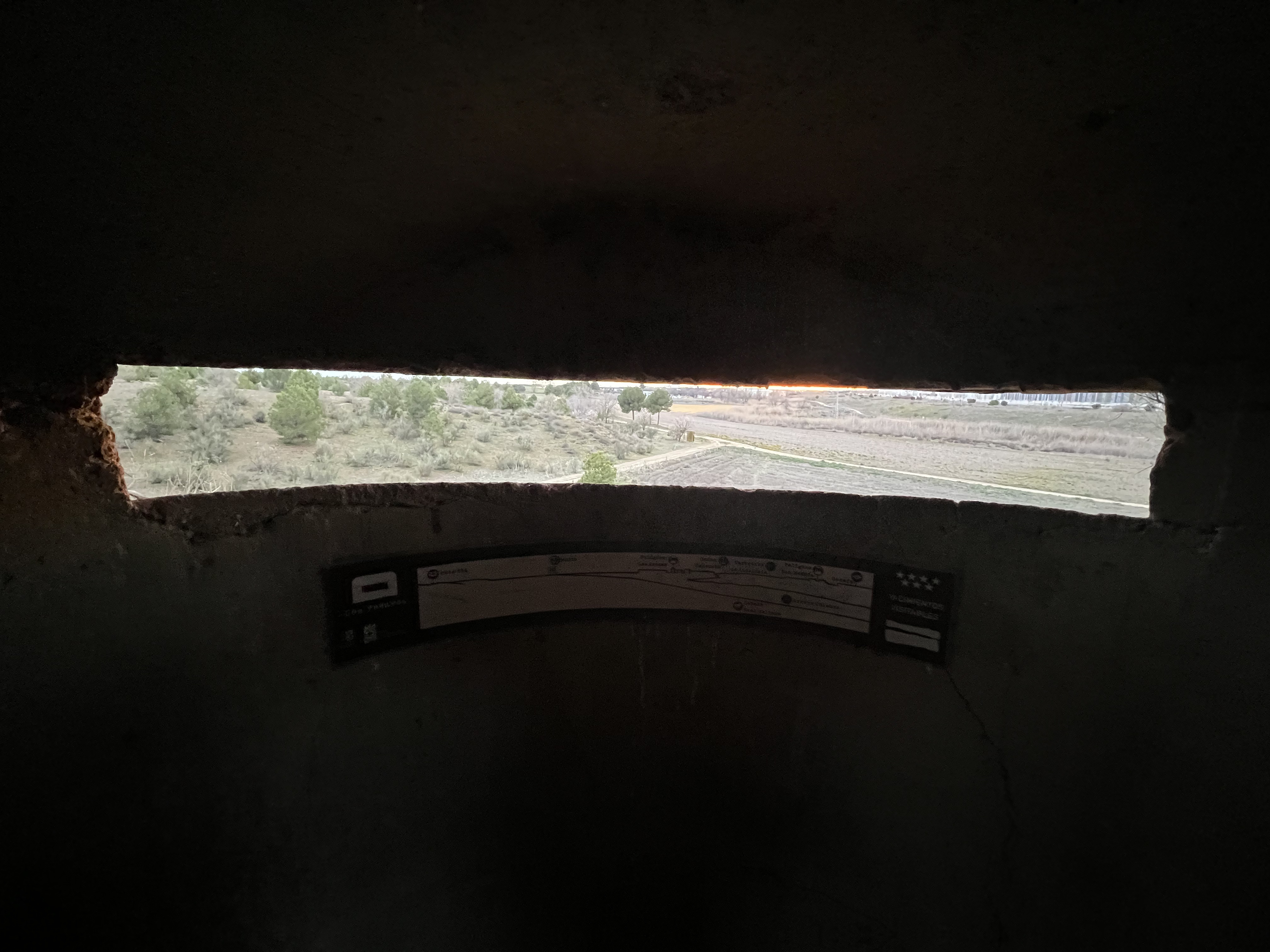
Vista desde el interior de la fortificación de Los Yesares

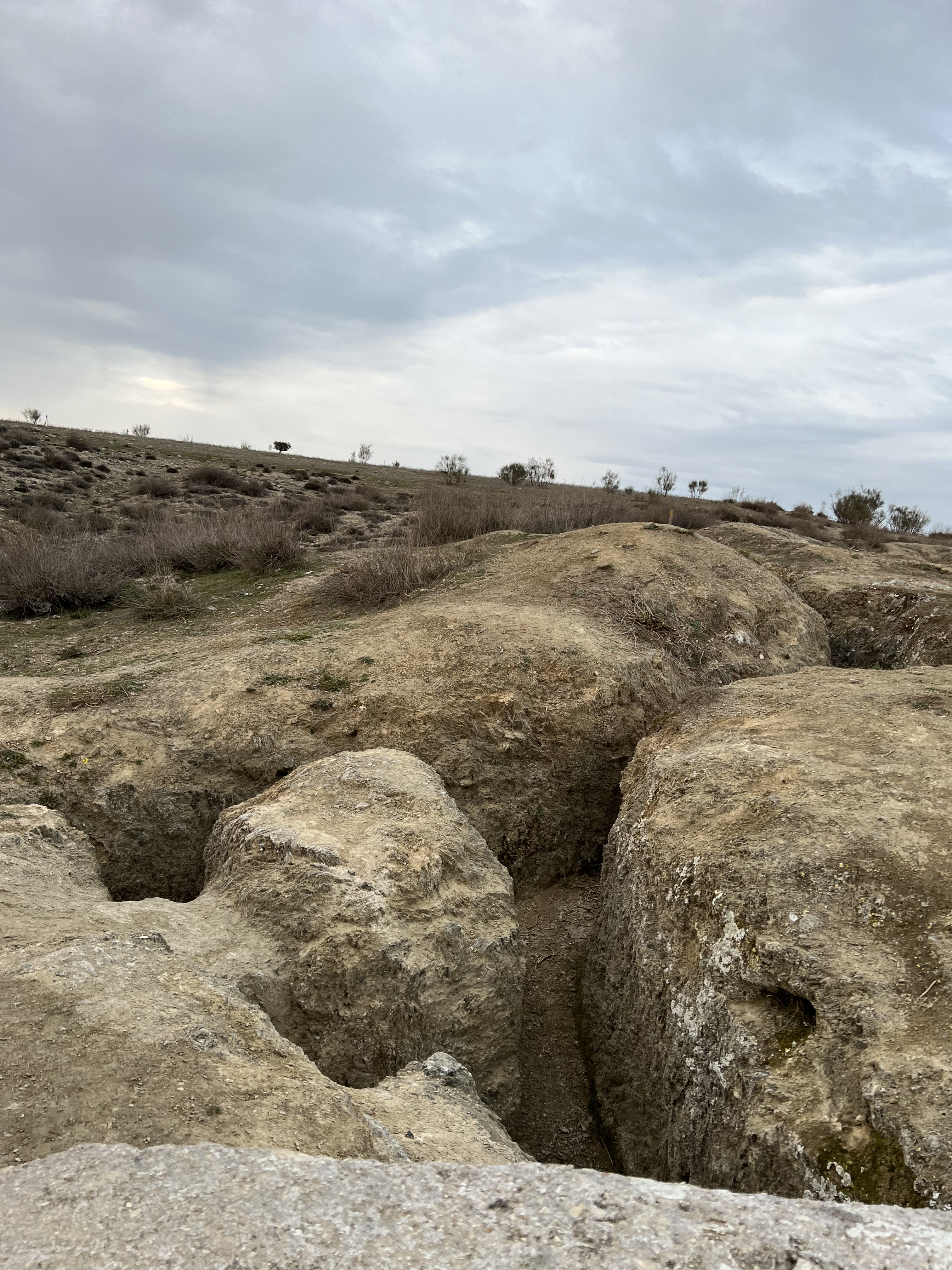
Imagen de las trincheras excavadas

El material con el que se construyeron los búnkeres es principalmente cemento y hormigón. Por otro lado, se han encontrado varios abrigos que fueron recubiertos con tres materiales diferentes, según los restos arqueológicos hallados: teja, uralita y cemento. Los restos hallados en las labores de prospección nos permiten concluir que en la zona también se encontraban otro tipo de materiales de defensa, como cercos de alambre de espino.

### Estructuras visibles
En Los Yesares podemos encontrar varios tipos de estructuras con las que se construía la línea de frente:
- Trincheras: Encontramos una red de 1308 metros de trincheras excavadas de forma serpenteante, que conectaban las distintas fortificaciones. Tienen escasa profundidad, menor a dos metros, y entre ellas encontramos habitualmente pozos de tirador.[2][4]
- Pozos de tirador: se han datado 46 pozos de tirador, de los cuales 9 son pozos sencillos ubicados al final de la trinchera, 1 se encuentra en un lateral de la misma, y el resto tienen una composición doble en forma de "T" .[2]
- Fortificaciones: estructuras de cemento, construidas de forma apresurada debido a su fin de utilización, que adquieren forma mixta, entre cuadrangular y circular. Su tamaño es variable, aunque en esta zona son principalmente individuales y no cabría en su interior más que uno o dos francotiradores. La estructura es sencilla, ya que se trata de una fortificación con un pequeño espacio rectangular abierto, por el que poder disparar.[4]
- Zanjas antitanque: elevaciones artificiales del terreno, construidas para dificultar el paso de los vehículos militares en las zonas más accesibles del frente. Las tres que se han podido documentar se encuentran en el lado Este de los Yesares, donde el terreno es más llano.[4]
- Refugio: no hay restos observables, pero debía encontrarse en la parte más alta de la ladera Oeste, donde se encontraría la oficialidad, de acuerdo a las directrices para la "fortificación de campaña" del Estado Mayor de las tropas franquistas.[4]

### Vestigios hallados en la zona
Durante las tareas de prospección y excavación se recogieron 139 objetos relacionados con el material bélico utilizado y la vida cotidiana en el frente. Entre ellos se encuentran varios restos de ladrillo, uralita y teja, con los que se recubrían los abrigos, trozos de alambre de espino y vainas de fusil españolas, alemanas e italianas, propias del bando en posesión, así como proyectiles disparados y una tapa de caja de munición.
Entre los objetos cotidianos rescatados destacan varios fragmentos de cristal procedentes de tinteros y botellas de la marca "Pedro Domecq", marca suministradora del ejército franquista, así como varias latas de conserva, botones de uniforme o elementos de higiene personal, como frascos de colonia. Todo ello permite reconstruir cómo era la vida en el frente y el tipo de material bélico utilizado durante la contienda.

## Intervenciones arqueológicas
La investigación arqueológica se ha desarrollado en tres fases, comprendidas entre 2013 y 2017. Los trabajos arqueológicos en la zona han contado con el apoyo tanto por la Comunidad de Madrid, como por el municipio de Pinto, y han sido impulsados por los estudios arqueológicos dirigidos por Ángela Crespo Fraguas, Jorge Vega y Miguel Ángel Díaz Moreno.

### Primera fase
La primera fase se inicia en 2014 con el proyecto "Estudio y revalorización de los restos de la Guerra Civil Española (1936-1939) en el término municipal de Pinto”, bajo la financiación y dirección arqueológica de Cota 667. El proyecto fue liderado por Ángela Crespo Fragua y Miguel Ángel Díaz Moreno como parte de un estudio que pretendía poner en valor el patrimonio integral de la zona, con el fin de facilitar su inclusión en la Red de Yacimientos Visitables de la Comunidad de Madrid. El objetivo de esta primera fase fue localizar y documentar las estructuras militares pertenecientes a la Guerra Civil Española ubicadas en Pinto de acuerdo los pasos marcados por la Ley 3/2013, de 18 de junio, de Patrimonio Histórico de la Comunidad de Madrid.
Esta primera fase comenzó en noviembre de 2013 y se extendió hasta febrero de 2014. Este proyecto no se centró exclusivamente en Los Yesares, también estudió Cabeza Fuerte, el Puerto de las dos Caras, Valdecantos, Valdegrima y Valdeciervos, todos ellos en la zona noreste-este del término municipal de Pinto. En total se prospectan 108, 739 ha.

### Segunda fase
Durante la segunda fase de los trabajos arqueológicos se desarrollaron las primeras excavaciones. Las labores se centraron en la ladera sur de Los Yesares, donde se descubrió una importante red de trincheras que habían quedado sepultadas. Durante estas excavaciones se realizó un importante trabajo de acomodamiento y limpieza de la zona, que favoreció la entrada de Los Yesares en la Red de Yacimientos Visitables de la Comunidad de Madrid en diciembre de 2015.

### Tercera fase
La tercera fase de investigación, fue promovida por la Dirección General de Patrimonio Histórico dentro del Plan de Fortificaciones de la Guerra Civil, gracias al creciente interés turístico y local por el Yacimiento en los años anteriores. Este proyecto se produjo entre octubre y noviembre de 2017, y se trata de una ampliación del trabajo realizado durante la segunda fase, en el que se realizó una campaña de excavación en la zona de abrigos y trincheras para la tropa.

## Contexto histórico
El 18 de julio de 1936 el bando nacional se subleva y estalla una guerra civil en España que se prolongará hasta 1939, con la victoria de los mismos. Madrid fue uno de los objetivos principales del Ejército franquista, y también el principal núcleo de resistencia republicano. Por su calidad de capital española, los intentos de ocupación fueron constantes y diferenciados en varias fases, con estrategias e intensidades diferentes. Una de las batallas que se libraron durante la Guerra Civil en el territorio fue la Batalla del Jarama, de la que formó parte el municipio de Pinto y en la que se ocupó la ladera en la que se encuentran Los Yesares.

### Avance de las tropas franquistas hacia Madrid
De Sevilla partirá el 3 de agosto de 1936 la “columna Madrid”, al mando del General Varela. Por su parte, en el “Ejército del Norte”, al mando del General Mola, avanzó con gran facilidad hacia la capital, hasta que es detenido a sus puertas, en el Sistema Central.
La “Columna Madrid” consigue grandes victorias, como la ocupación de Badajoz el 14 de agosto, la de Talavera de la Reina el 3 de septiembre y, finalmente, la de Toledo, donde se produce el asedio del Alcázar, que acaba cayendo el 27 de septiembre. Desde esta última plaza partieron las tres columnas dirigidas por Varela y comandadas por Yagüe, Barrón y Monasterio, que a principios de octubre iniciaron su partida hacia Madrid.
En el mes de octubre consiguen ocupar los pueblos del norte de Toledo y en noviembre de 1936 comienzan los primeros combates en los alrededores de la ciudad de Madrid. Valdemoro cae el día uno; Pinto, Getafe y Fuenlabrada son ocupados el día 2; Móstoles el día 3 y el 6 de noviembre los combates ya se producían en Villaverde, a las afueras de la capital.
La estrategia de los sublevados para hacerse con Madrid consistía en una doble acción externa e interna. Por un lado, debía producirse una ofensiva desde el Cuartel de la Montaña, mientras que las tropas avanzaban por el norte, en Ciudad Universitaria, y desde el sur, por las raíces de las carreteras de Extremadura, Toledo y Andalucía.
Sin embargo, el ejército republicado reacciona y consigue organizar a las milicias populares dentro del Ejército regular, con la creación del “Ejército Popular de la República”.  El Gobierno democrático se hace con el control de la mayor parte de las fuerzas de guarnición de Madrid, así como de las fuerzas de Seguridad y Asalto y de la Aviación. Todo ello, sumado a la decisión de armar a las organizaciones sindicales y políticas, favoreció la rendición del Cuartel de la Montaña y la resistencia de la Villa.
Tras el fracaso al asalto a Madrid, los franquistas pasaron a idear una estrategia envolvente, con el fin de asediar la ciudad y cortar todas sus comunicaciones con el exterior. Esta acción frontal comenzó por el oeste, en la carretera de La Coruña, y continuó por el este, con el fin de cortar el acceso a Valencia, para continuar hacia la carretera de Barcelona. Estos movimientos darán lugar, entre febrero y marzo de 1937, a la Ofensiva de Pozuelo, la batalla de la Niebla, la tercera batalla de la Carretera de La Coruña, la batalla de Guadalajara y la batalla del Jarama.

### La batalla del Jarama
Durante los primeros días de ofensiva en Madrid el ejército republicano es incapaz de mostrar resistencia, pero a principios de febrero de 1937, cuando las tropas franquistas se hacen con el control de La Marañosa, el Ejército republicano, ya estabilizado, muestra resistencia y comienzan los combates en la zona del Jarama.
El 27 de febrero se dará por finalizada la contienda con el atrincheramiento en sus respectivas posiciones de cada bando hasta finales de la Guerra Civil, en lo que se conoce como Frente del Jarama.  Ningún ejército logró sus objetivos: el mando franquista no consiguió bloquear las comunicaciones con Valencia, y los republicanos no fueron capaces de dilapidar el cerco impuesto a la capital.
La Batalla del Jarama es famosa por el alto número de participantes internacionales que combatieron en ella ( a cargo de las Brigadas Internacionales), el más alto que se ha conocido en Europa desde la Primera Guerra Mundial. En los veintiún días que duraron los combates se registraron 20.000 bajas entre los dos ejércitos.
La ofensiva de los sublevados que dio origen a la batalla fue dirigida por el general Varela y se produjo en varias fases. La primera de ellas tuvo su punto de partida en Pinto y Valdemoro, desde donde se inició el avance el día 6 de febrero de 1937. Desde Valdemoro partieron las brigadas de los coroneles Asensio y García-Escámez, mientras que desde el municipio de Pinto lo harían Sáenz de Buruaga, en dirección San Martín de la Vega, y el coronel Rada dirección Este, ocupando a su paso Los Yesares.

### Ocupación de Los Yesares
El 19 de enero de 1937 las tropas de la División republicana, al mando del coronel Modesto, inician movimientos desde El cerro de los Ángeles, con el fin de avanzar posiciones en la línea defensiva de Villaverde. Los combates en el cerro, a 1,5 km de la línea de frente de Los Yesares, fueron intensos y culminaron con la recuperación del puesto por parte de los republicanos.
El bando franquista inició su avance desde la carretera de Andalucía el 6 de febrero. El ataque se ejecutó desde Pinto y Valdemoro, con el acantonamiento de cinco brigadas al mando del general Valera. Desde Pinto partieron las brigadas del coronel Rada y Sáenz de Buruanda, siendo la primera de ellas la que se extendería dirección noroeste, partiendo desde la carretera de Andalucía hasta el punto de conexión entre los ríos Manzanares y Jarama. En el transcurso de este avance se acantonan en Cabeza Fuerte, Cota 649, Monte del Fraile, La Marañosa, Coberteras y Los Yesares.
Los combates más intensos en este flanco se produjeron en La Marañosa y Cobertera, por su cercanía a la carretera de Valencia. A pesar de ello, esta línea de frente se mantuvo inalterable durante toda la guerra, sufriendo alguna “descubierta” y bombardeos de artillería de nula repercusión. No se conoce el momento exacto en el que se ocuparon Los Yesares, pero pudo haber sido entre el 19 de enero de 1937, cuando comenzaron los combates en el cerro de Los ángeles, o a finales de ese mismo mes, cuando se ocupó el Cerro Cabeza Fuerte, muy próximo al enclave. Otra posibilidad es que  se hubiera tomado esta posición algunas semanas después, con el inicio de la ofensiva del Jarama el 6 de febrero de ese mismo año.
Tras el fracaso de la toma de la ciudad, el bando nacional renuncia a hacerse con ella y se pasa a una guerra de posiciones donde los dos bandos se limitan a mantener sus líneas de frente, realizando tareas de fortificación en las respectivas áreas bajo su control. Los Yesares se mantuvieron ocupadas por la I Brigada del Coronel Rada hasta el final de la contienda, primero bajo la División 12 de los Nacionales, y más tarde por la División 18.

## Valor arqueológico, medioambiental y turístico
El yacimiento de Los Yesares forma parte de un paisaje de gran relevancia medioambiental, arqueológica, histórica y etnográfica. Este conjunto de restos fosilizados de la Guerra Civil se encuentra a pocos kilómetros del cerro de los Ángeles, de hecho, el monumento es visible desde sus inmediaciones, y fue un frente de defensa permanente durante la Batalla del Jarama. Además, su buen estado de conservación permite observar con gran detalle la manera de organización del bando franquista en las posiciones de defensa, con esos búnkeres de hormigón tan característicos.
Además de todo esto, cerca de las hectáreas en las que se han hallado estos vestigios, encontramos la cueva de Cunieble, un abrigo rupestre cercano al arroyo Culebro, catalogado como "zona importante para la conservación" por parte de la Agencia del Medio Ambiente de la Comunidad de Madrid, en la que no sólo encontramos los restos arqueológicos más antiguos del municipio pinteño, sino una gran variedad de vegetación y avifauna.
Esta zona forma parte del Parque Regional del Sureste, un espacio protegido de 31.552 hectáreas, que abarca a la mitad de Pinto y llega hasta las orillas del río Jarama y el Manzanares. Este parque forma parte de la Red Natura 2000 Europea, que tiene como fin unificar los criterios de protección natural dentro de la Unión Europea, tratando de mantener en buen estado el hábitats de especies animales y vegetales amenazadas. Dentro de esta red encontramos dos áreas: las ZEPA(zonas de especial protección para las aves) y los LIC (lugares de importancia comunitaria). En el caso de este enclave, nos encontramos en un área de ZEPA, donde anidan o paran de paso importantes especies de aves.

Tanto las labores de excavación y limpieza, como diversos proyectos municipales y educativos, han incentivado las visitas a la zona y el interés por los sucesos que están ligados a ella. El Ayuntamiento de Pinto, así como la Dirección General de Patrimonio Histórico de la Comunidad de Madrid desarrollan diversos tipos de actividades en la zona, entre los que se encuentran visitas guiadas, paneles informativos y la realización de "Jornadas de la Memoria Histórica", en las que se traslada la historia reciente del municipio, o el Programa Didáctico Galiana. Además, tanto la Comunidad de Madrid como en Ayuntamiento de Pinto han creado contenido didáctico sobre el papel de Pinto en la Batalla del Jarama, entre los que se encuentran carteles informativos a lo largo de la ruta de Los Yesares y el resto de fortificaciones, vídeos explicativos y reconstrucciones virtuales en realidad aumentada en las que podemos ver cómo debió ser realmente aquel espacio y la manera en la que lo usaban los soldados.

Información disponible en la ruta de Los Yesares
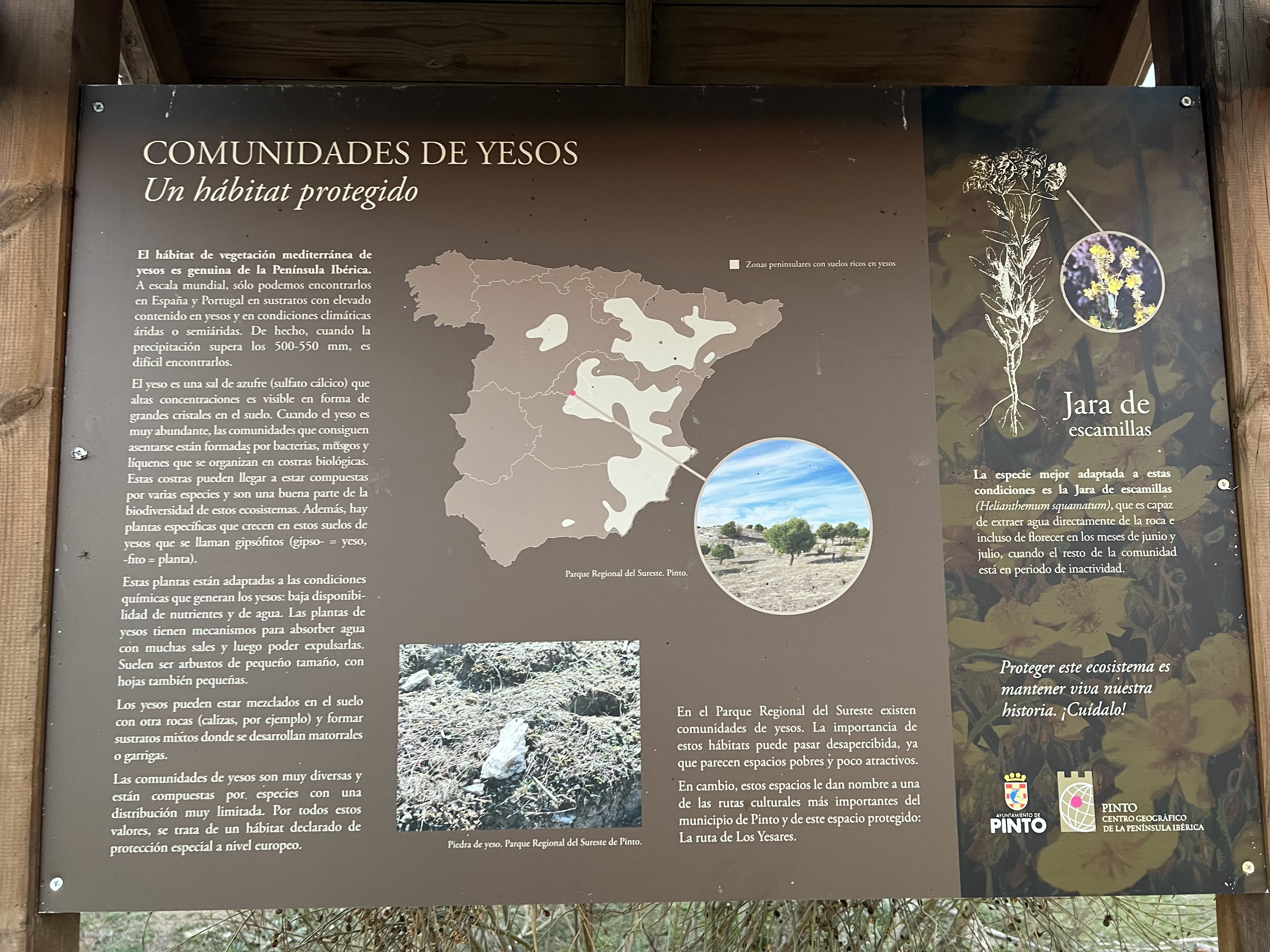
Infografía Los Yesares
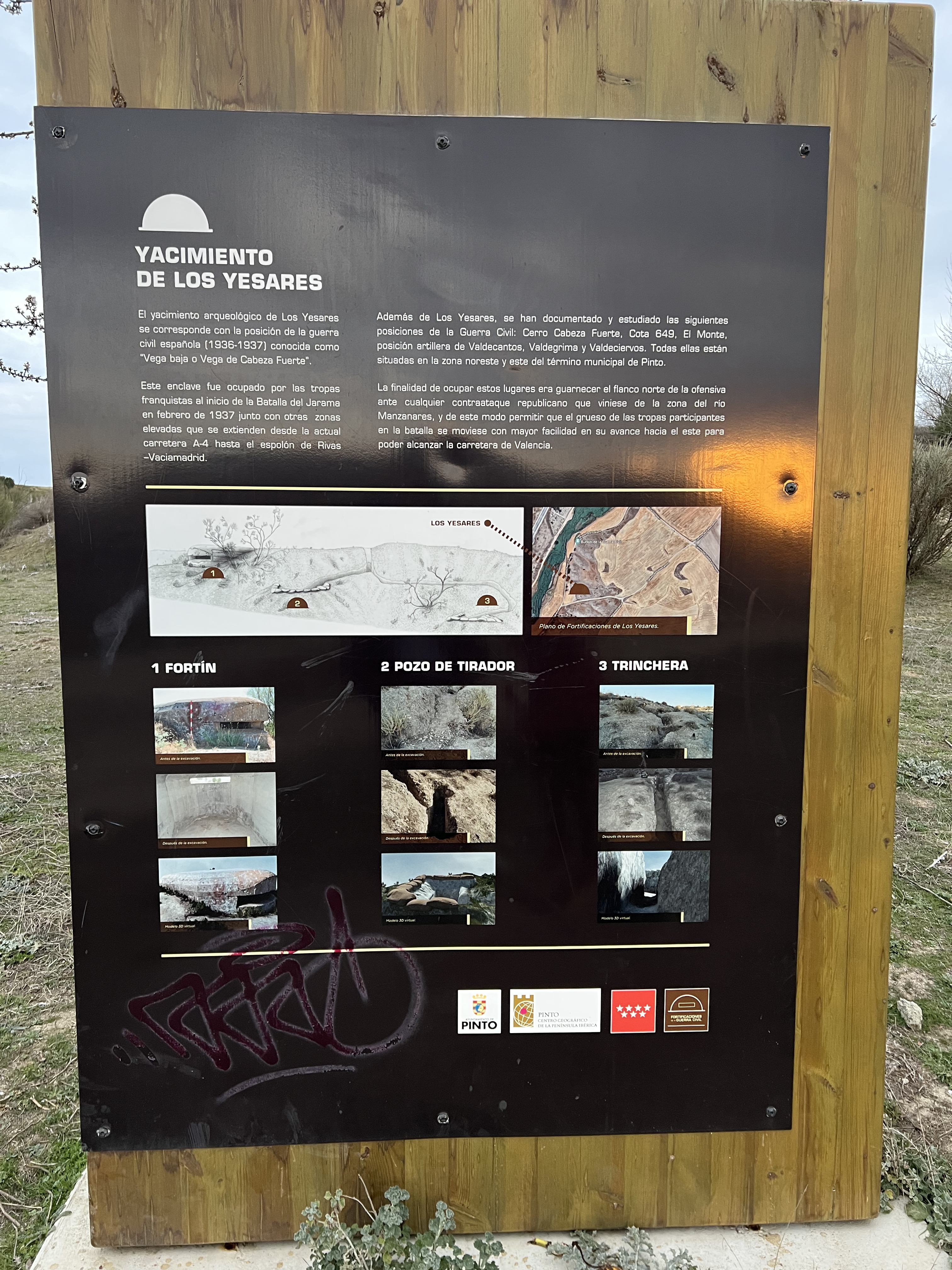
Infografía entorno natural Parque del sureste
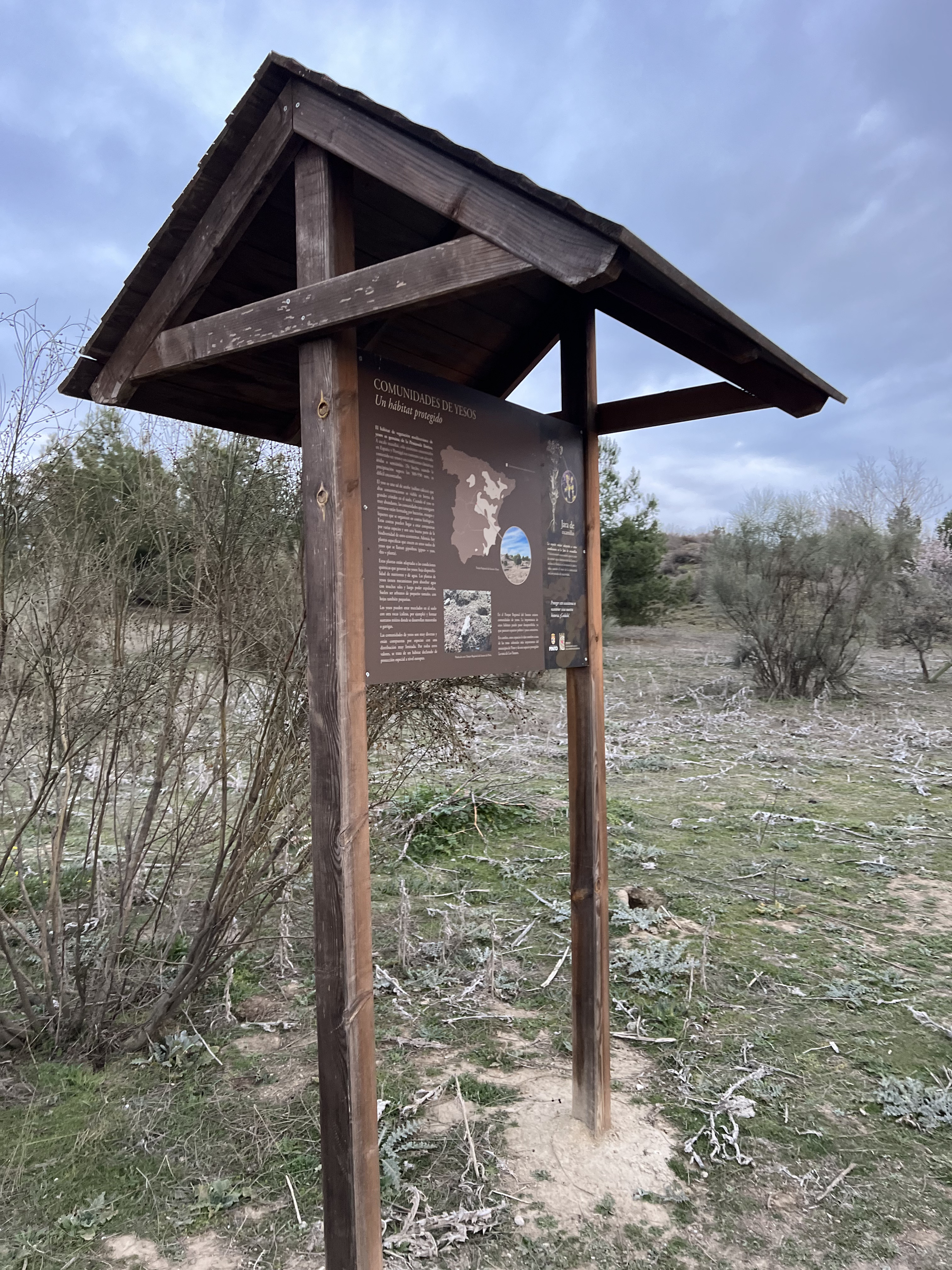
Panel informativo Los Yesares

### Problemas de conservación
Desde Ecologistas en Acción se ha denunciado que, a pesar de tratarse de un espacio protegido, los jueves, sábados, domingos y festivos de todo el año se producen batidas de caza en las inmediaciones del Yacimiento, incluso dentro de él y de sus fortificaciones, donde dicen haber encontrado gran número de casquetes, poniendo en peligro el mantenimiento del patrimonio y a los propios turistas y viandantes que lo visitan.
Se han unido a esta denuncia otros grupos por la memoria histórica y la conservación del patrimonio, como la Asociación Tajar, a pesar de que en diciembre de 2020 el Consistorio aprobó una moción para sacar del coto de caza al yacimiento y el resto del suelo protegido por Ley que, afirmar estas asociaciones, no está siendo cumplida. Los partidarios de excluir del coto de caza este terreno argumentan que se encuentra dentro del Parque Regional del Sureste, un espacio natural protegido, junto a la Cañada Real Galiana, y que, además, se trata de un yacimiento histórico que debe ser conservado.
Por otro lado, en 2022 se han registrado actos de vandalismo en uno de los búnkeres, en el que se han encontrado pintadas de grandes dimensiones con mensajes políticos. Dentro de la fortificación se podía leer "Nazis nunca más" y las siglas ACAB - las siglas de "Todos los policías son bastardos", en inglés-. Miguel Ángel García, portavoz de la asociación Tajar, dedicada a la divulgación de la Batalla del Jarama, aseguró en una entrevista a La Razón que dos años atrás una persona había intentado romper el fortín para hacerse con la ferralla de su interior.